# Charles FitzRoy, II duca di Cleveland
Charles FitzRoy, II duca di Cleveland (Londra, 17 giugno 1662 – Londra, 9 settembre 1730), è stato un nobile inglese.

## Biografia
Charles era figlio illegittimo di Carlo II e della sua amante Barbara Palmer, contessa di Castlemaine. La sua nascita provocò la separazione di Barbara dal marito, Roger Palmer, I conte di Castlemaine. Studiò alla Christ Church.
Nel 1673 venne nominato cavaliere della Giarrettiera. Nel 1675 venne creato conte di Chichester, barone di Newbury e duca di Southampton. Alla morte della madre, ad ogni modo, ereditò anche il titolo di duca di Cleveland col quale divenne poi maggiormente noto.
Morì il 9 settembre 1730, all'età di 68 anni. Fu sepolto all'Abbazia di Westminster.

## Matrimonio e figli
Charles, all'età di soli otto anni, nel 1670 venne promesso in sposo a lady Mary Wood, figlia di Sir Henry Wood. La coppia, che si sposò al compimento del sedicesimo anno della sposa, non ebbe figli.
Sposò, il 25 ottobre 1694, Anne Pulteney, figlia di Sir William Pulteney e Grace Corbet. I due ebbero insieme sei figli:
- Grace (28 marzo 1697-29 settembre 1763), sposò Henry Vane, I conte di Darlington, ebbero sette figli;
- William, III duca di Cleveland (19 febbraio 1698-18 maggio 1774)
- Charles (1699-1723)
- Henry (1701-1708).
- Anne (1702-?), sposò Francis Paddy, scudiero
- Barbara

## Ascendenza
|                                                     |                 |                                  | Genitori                                    |  |  | Nonni |  |  | Bisnonni                                         |  |  | Trisnonni                    |  |
|                                                     |                 |                                  |                                             |  |  |       |  |  | James I, re d'Inghilterra, di Scozia e d'Irlanda |  |  | Henry Stuart, duca di Albany |  |
|                                                     |                 |                                  |                                             |  |  |       |  |  | James I, re d'Inghilterra, di Scozia e d'Irlanda |  |  | Henry Stuart, duca di Albany |  |
|                                                     |                 | Mary Stuart, regina di Scozia    |                                             |  |  |       |  |  | James I, re d'Inghilterra, di Scozia e d'Irlanda |  |  |                              |  |
| Charles I, re d'Inghilterra, di Scozia e d'Irlanda  |                 |                                  |                                             |  |  |       |  |  | James I, re d'Inghilterra, di Scozia e d'Irlanda |  |  |                              |  |
|                                                     |                 | Anna af Danmark                  | Frederik II, re di Danimarca                |  |  |       |  |  |                                                  |  |  |                              |  |
|                                                     |                 | Anna af Danmark                  | Frederik II, re di Danimarca                |  |  |       |  |  |                                                  |  |  |                              |  |
|                                                     |                 | Anna af Danmark                  | Sophie von Mecklenburg-Güstrow              |  |  |       |  |  |                                                  |  |  |                              |  |
| Charles II, re d'Inghilterra, di Scozia e d'Irlanda |                 | Anna af Danmark                  |                                             |  |  |       |  |  |                                                  |  |  |                              |  |
|                                                     |                 | Henri IV, re di Francia          | Antoine de Bourbon, duca di Vendôme         |  |  |       |  |  |                                                  |  |  |                              |  |
|                                                     |                 | Henri IV, re di Francia          | Antoine de Bourbon, duca di Vendôme         |  |  |       |  |  |                                                  |  |  |                              |  |
|                                                     |                 | Henri IV, re di Francia          | Jeanne III, regina di Navarra               |  |  |       |  |  |                                                  |  |  |                              |  |
| Henriette-Marie de France                           |                 | Henri IV, re di Francia          |                                             |  |  |       |  |  |                                                  |  |  |                              |  |
|                                                     |                 | Maria de' Medici                 | Francesco I de' Medici, granduca di Toscana |  |  |       |  |  |                                                  |  |  |                              |  |
|                                                     |                 | Maria de' Medici                 | Francesco I de' Medici, granduca di Toscana |  |  |       |  |  |                                                  |  |  |                              |  |
|                                                     |                 | Maria de' Medici                 | Johanna von Österreich                      |  |  |       |  |  |                                                  |  |  |                              |  |
| Charles FitzRoy, II duca di Cleveland               |                 | Maria de' Medici                 |                                             |  |  |       |  |  |                                                  |  |  |                              |  |
|                                                     | Edward Villiers | George Villiers                  |                                             |  |  |       |  |  |                                                  |  |  |                              |  |
|                                                     | Edward Villiers | George Villiers                  |                                             |  |  |       |  |  |                                                  |  |  |                              |  |
|                                                     | Edward Villiers | Audrey Saunders                  |                                             |  |  |       |  |  |                                                  |  |  |                              |  |
| William Villiers, II visconte Grandison             | Edward Villiers |                                  |                                             |  |  |       |  |  |                                                  |  |  |                              |  |
|                                                     |                 | Barbara St. John                 | John St. John                               |  |  |       |  |  |                                                  |  |  |                              |  |
|                                                     |                 | Barbara St. John                 | John St. John                               |  |  |       |  |  |                                                  |  |  |                              |  |
|                                                     |                 | Barbara St. John                 | Lucy Hungerford                             |  |  |       |  |  |                                                  |  |  |                              |  |
| Barbara Palmer, I duchessa di Cleveland             |                 | Barbara St. John                 |                                             |  |  |       |  |  |                                                  |  |  |                              |  |
|                                                     |                 | Paul Bayning, I visconte Bayning | Paul Bayning                                |  |  |       |  |  |                                                  |  |  |                              |  |
|                                                     |                 | Paul Bayning, I visconte Bayning | Paul Bayning                                |  |  |       |  |  |                                                  |  |  |                              |  |
|                                                     |                 | Paul Bayning, I visconte Bayning | Susanna Norden                              |  |  |       |  |  |                                                  |  |  |                              |  |
| Mary Bayning                                        |                 | Paul Bayning, I visconte Bayning |                                             |  |  |       |  |  |                                                  |  |  |                              |  |
|                                                     |                 | Anne Glemham                     | Henry Glemham                               |  |  |       |  |  |                                                  |  |  |                              |  |
|                                                     |                 | Anne Glemham                     | Henry Glemham                               |  |  |       |  |  |                                                  |  |  |                              |  |
|                                                     |                 | Anne Glemham                     | Anne Sackville                              |  |  |       |  |  |                                                  |  |  |                              |  |
|                                                     |                 | Anne Glemham                     |                                             |  |  |       |  |  |                                                  |  |  |                              |  |